# Sundsvalls och Östersunds valkrets
Sundsvalls och Östersunds valkrets var i valen till andra kammaren 1866–1875 en egen valkrets med ett mandat. Valkretsen, som omfattade Sundsvalls och Östersunds städer, avskaffades inför valet 1878 då Sundsvall bildade Sundsvalls valkrets medan Östersund fördes till Härnösands och Östersunds valkrets. 

## Riksdagsmän
- Magnus Ahlgren, lmp 1870 (1867–19/1 1871)
- Olof Wikström, lmp (8/3 1871–1872)
- Erik Berggren (1873–1875)
- Severin Axell, c (1876–1878)